# バドレスヴァラヴァルマン
バドレーシュヴァラヴァルマン（サンスクリット語: भद्रेश्वरवर्मन्, ラテン文字転写: Bhadresvaravarman, 生没年不詳）は、チャンパ王国（林邑国）第4王朝の第5代国王。漢文史料では婆羅門（ベトナム語: Bà La Môn）と記される。第3代国王カンダルパダルマの外孫（『旧唐書』『新唐書』ではカンダルパダルマの娘婿とする）にあたる。

## 生涯
バラモンであったサティヤカウシカスヴァーミンと、プラバーサダルマの妹との間に生まれた。645年に伯父のプラバーサダルマが臣下のマハー・マントラディクルタに殺害されると、マハー・マントラディクルタによって擁立された。しかしカンダルパダルマを思った大臣たちの共謀により廃位され、おば（カンダルパダルマの娘）が王位につけられた。

## 参考資料
- George Cœdès (May 1, 1968). The Indianized States of South-East Asia. University of Hawaii Press. ISBN 978-0824803681
- R. C. Majumdar (1927). Ancient Indian colonies in the Far East. Vol. I, Champa. Punjab Sanskrit Book Depot
- 『旧唐書』巻一百九十七 列伝第一百四十七 南蛮
- 『新唐書』巻二百二十二 列伝第一百四十七 南蛮

| スタブアイコン | サブスタブ | この項目は、まだ閲覧者の調べものの参照としては役立たない、人物に関連した書きかけの項目です。この項目を加筆・訂正などしてくださる協力者を求めています（P:人物伝/PJ:人物伝）。 |